# Синида
Синида — село в Тляратинском районе Дагестана. Входит в состав сельского поселения сельсовет Мазадинский.

## География
Расположено в 12 км к северо-востоку от районного центра — села Тлярата, на правом берегу реки Мазадинка.

## Население
| 1869 | 1888 | 1895 | 1926 | 1939 | 1970 | 1989 |
| ---- | ---- | ---- | ---- | ---- | ---- | ---- |
| 14   | ↗17  | ↗19  | →19  | ↗26  | ↘15  | ↗28  |
| 2002 | 2010 | 2021 |      |      |      |      |
| ↘23  | ↘19  | →19  |      |      |      |      |